# Fundamentalbass
Fundamentalbass ist die deutsche Übersetzung des von Jean-Philippe Rameau geprägten Ausdrucks basse fondamentale. Es handelt sich dabei um einen Begriff aus der Musiktheorie, genauer aus deren Teilgebieten Harmonielehre und Tonsatz. Der Fundamentalbass eines Akkords ist sein Grundton, der nicht mit dem tatsächlich gespielten Basston übereinstimmen muss – dies ist bei Akkordumkehrungen wie etwa dem Sextakkord der Fall.
Die Folge der Grundtöne der Harmonien einer Komposition ergibt somit eine „Fundamentalbasslinie“, die in dieser Form nicht gespielt wird, aber aus theoretischer Sicht der Komposition als eine Art Skelett zugrunde liegt.